# 三紋米蝦
三間米蝦（學名：Caridina trifasciata，是匙指蝦科米蝦屬的一種，其种加词“trifasciata”意为“三带的”。2003年首次於香港水域發現。僅在香港七條溪流中及橫琴島有分佈。在橫琴島上的群落正因過量捕撈而令數目急劇下降，而在IUCN紅色名錄中列為易危物種。

## 描述
截至2003年，香港約有4種的匙指蝦科的淡水米蝦，包括鋸齒米蝦 （C. serrata）、廣東米蝦（C. cantonensis）、劍額米蝦（C. lanceifrons）及歸還米蝦（C. apodosis）等。在2003年的一次野外考察中發現了三紋米蝦，其腹部有明顯的深藍色三節條紋而與其他米蝦物種有明顯分別。及後在進行進一步的解剖檢驗後確認為新種，於2003年進行正式描述。其種加詞 trifasciata 即以此特徵命名。當中 tri 表示三，fascia 即帶或紋，合稱即為三紋米蝦。
分佈於香港與分佈於珠海橫琴島的族群在體色上有分別，香港族群的條紋相對横琴的為窄。

## 分佈
三紋米蝦僅在香港的五個溪流及橫琴島上一條溪流中生活。分別是新界的數條溪流。在珠海附近的橫琴島上亦有出沒紀錄。根據評估，在橫琴島上因魚業活動頻繁，在其上的三紋米蝦被過度捕撈以作餵養觀賞魚類之用，其數目正急劇減少。

## 保護現狀
在IUCN紅色名錄中列為易危物種，因在評核時僅在香港的五個溪流及橫琴島上一條溪流中生活，而在橫琴島上的群落則被大量捕撈以令數量急劇下降。香港賽馬會原定於滘西洲與建高爾夫球學院，並已申請環境許可証。但因環保人士及後提出該區的生態重要性才令香港賽馬會重新進行環境評估，並發現滘西洲內有大量易危的三紋米蝦，在島上的分佈亦增加至五條，表示滘西洲是這種香港原生物種的重要棲息地。香港賽馬會建議將三紋米蝦進行遷地保育，但有環保團體對此計劃的可行性表示質疑。